# Svetlana Tsarukayeva
Svetlana Kaspolatovna Tsarukayeva –en ruso, Светлана Касполатовна Царукаева– (Vladikavkaz, URSS, 25 de diciembre de 1987) es una deportista rusa de origen osetio que compitió en halterofilia.
Participó en los Juegos Olímpicos de Londres 2012, obteniendo una medalla de plata en la categoría de 63 kg; medalla que perdió posteriormente por dopaje.
Ganó cuatro medallas en el Campeonato Mundial de Halterofilia entre los años 2006 y 2011, y tres medallas en el Campeonato Europeo de Halterofilia entre los años 2009 y 2011.

## Palmarés internacional
| Juegos Olímpicos   | Juegos Olímpicos                | Juegos Olímpicos  | Juegos Olímpicos |
| Año                | Lugar                           | Medalla           | Categoría        |
| ------------------ | ------------------------------- | ----------------- | ---------------- |
| 2012               | Londres (Reino Unido)           | DSC               | 63 kg            |
| Campeonato Mundial |                                 |                   |                  |
| Año                | Lugar                           | Medalla           | Categoría        |
| 2006               | Santo Domingo (Rep. Dominicana) | Medalla de plata  | 58 kg            |
| 2007               | Chiang Mai (Tailandia)          | Medalla de plata  | 63 kg            |
| 2009               | Goyang (Corea del Sur)          | Medalla de plata  | 63 kg            |
| 2011               | París (Francia)                 | Medalla de oro    | 63 kg            |
| Campeonato Europeo |                                 |                   |                  |
| Año                | Lugar                           | Medalla           | Categoría        |
| 2009               | Bucarest (Rumania)              | Medalla de bronce | 63 kg            |
| 2010               | Minsk (Bielorrusia)             | Medalla de plata  | 63 kg            |
| 2011               | Kazán (Rusia)                   | Medalla de plata  | 63 kg            |